# Jerzy Gros
Jerzy Józef Gros (ur. 21 lutego 1945 w Chorzowie, zm. 17 stycznia 2018) – polski lekkoatleta długodystansowiec.
Zawodnik klubów: Baildon Katowice, Śląsk Wrocław, Start Katowice, Górnik Zabrze; jego trenerem był m.in. Michał Wójcik.  Olimpijczyk z Montrealu (1976) w maratonie, gdzie uzyskał wynik 2:28:45. Dwukrotnie poprawiał najlepszy polski wynik w maratonie (do 2:13:05,0 w Fukuoce, 12 grudnia 1975 r., a wcześniej, 3maja 1975 roku do 2:15:43 w Karl Marx-Stadt). W 1975 r. sklasyfikowany na 10. miejscu w rankingu Track & Field News.
Brązowy medalista mistrzostw Polski w biegu na 10 000 metrów (1977) z rekordem życiowym 28:40.8. Triumfator Maratonu Pokoju (1980). Odznaczony m.in. Brązowym Krzyżem Zasługi. Mieszkał wiele lat w Knurowie, został pochowany w Katowicach.